# No Obvious Signs
No Obvious Signs (ukrainisch Явних проявів немає Jawnych projawiw nemaje, wiss. Transliteration Javnych projaviv nemaje) ist ein Dokumentarfilm der ukrainischen Regisseurin Alina Horlowa aus dem Jahr 2018. Der Dokumentarfilm begleitet das Leben einer Soldatin die nach der Rückkehr aus dem Krieg im Donbass mit den Folgen einer posttraumatische Belastungsstörung (PTBS) umgeht. Ausgezeichnet wurde der Film auf zahlreichen internationalen Filmfestivals.

## Handlung
Der Film zeigt die Reservistin Oksana, die nach ihrer Dienstzeit als Majorin die Armee verlassen hat und anschließend mit den psychischen Folgen ihrer Erlebnisse konfrontiert ist. Im Jahr 2014 begann der Krieg in der Ukraine dessen Auseinandersetzungen das Land destabilisiert und die Menschen traumatisiert haben. Oksana leidet unter Angst und extremen Panikattacken. Sie hat Glück und gehört zu den wenigen Menschen, die ihre posttraumatische Belastungsstörung in der Ukraine unter ärztlicher Aufsicht behandeln lassen können. Während eines mehrmonatigen Reha-Aufenthalts versucht Oksana ihre tiefe Depression zu überwinden und die grausamen Bilder  zu vergessen. Sie stimmt zu, dabei gefilmt zu werden, um die Gräuel des Krieges für ein Kinopublikum sichtbar machen. Der Film begleitet Oksana auf ihrem Weg zurück ins Leben und zeigt eindrücklich, wie unauslöschlich die Folgen des Krieges sein können.

## Hintergründe

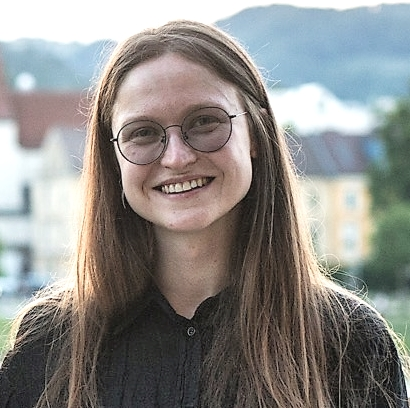
Alina Horlowa beim Crossing Europe Filmfestival Linz 2021

„Nach dem Krieg zu überleben ist viel schwieriger als im Kampf zu sterben.“ beschreibt Oksana Jakubowa die Soldatin aus Horlowas Film zum Leben mit der PTBS. Der Titel No Obvious Signs (Keine offensichtlichen Anzeichen) bezieht sich auf die scheinbar unsichtbaren Narben des Krieges. Vielen ukrainischen Veteranen wird eine Behandlung der psychischen Folgen des Krieges verweigert, da sie keine körperlichen Verletzungen aufweisen. Insbesondere betont der Film die Perspektive weiblicher Veteranen die am andauernden Krieg seit 2014 gegen russische Separatisten an der ukrainischen Grenze beteiligt sind. Frauen war es lange Zeit nicht erlaubt offiziell dem Militär zu dienen.
Alina Horlowa wurde 2018 auf dem DOCU/WORLD Festival mit dem DOCU/RIGHTS Jury Prize ausgezeichnet und spendete das Preisgeld in Höhe von 5.000 US-Dollar für die Gründung einer Reha-Organisation für Soldatinnen.

„Oksana Yakubovas Heldentum reicht weit über die Front hinaus, da sie sich bereit erklärt hat, sich Horlowas Kamera während des gesamten Prozesses völlig ungeschützt und verletzlich zu zeigen – vom Erzählen der Traumata in der Praxis ihres Therapeuten bis hin zum Aufschreiben von Erinnerungen in einem Tagebuch zu Hause. Der Auftritt auf dem Bildschirm wird zu einem Akt der Solidarität und zu einer Möglichkeit, anderen zu zeigen, dass es keine Schande ist, sich um Hilfe zu bemühen.“

No Obvious Signs gehört zur Liste der 100 besten Filme in der Geschichte des ukrainischen Kinos.

## Auszeichnungen (Auswahl)
- 2018: DOCU/WORLD DOCU/RIGHTS Jury Prize
- 2018: Special Award from Distribution Company Letter to Fest
- 2018: Special Award from Festival Partner Current Time.tv
- 2018: Special Award from the Founder of the Festival Ukrainian Helsinki Human Rights Union
- 2018: MDR-Filmpreis zum Internationalen Leipziger Festival für Dokumentar- und Animationsfilm
- 2019: Nominierung Ukrainian Film Academy Awards